# South Park: The Stick of Truth
South Park: The Stick of Truth je RPG video-igra zasnovana na animiranoj američkoj TV seriji Saut Park. Video-igru je napravio Obsidian Entertaiment u saradnji sa South Park digitalnim studijima, a objavio je poznati izdavač video-igara Ubisoft. Igra je izašla 7. marta 2014. samo za konzole PlayStation3 i Xbox 360 i za Windows operativni sistem na računarima.
Priču koja prati video-igru su napisali kreatori TV serije Trey Parker i Matt Stone koji su takođe dali glasove za likove.

Igra sledi niz video igara na osnovu serije, uključujući i tri ranija naslova: South Park, South Park: Chef's Luv Shack i South Park: Rally obljavljen između 1998. i 2000, South Park: Lets Go Tower Defense Play objavljen u 2009, kao i South Park: Tenorman's Revenge obljavljen marta 2012.

## Stvaranje igre
Obsidian Entertainment je prethodno razvio niz RPG video-igara zasnovanih na licenciranim svojstvima, kao što su Star Wars: Knights of the Old Republic II, Star Wars: The Sith Lords(2004), i Fallout: New Vegas (2010). Među ranije South Park video-igre spadaju i dve 3D video-igre- kao što je South Park (1998) i South Park Rally (2000) - gde su Trey Parker i Matt Stone imali male veze sa razvojima igara, i kvaliteta koji su javno kritikovali.

Obsidian Enterainment je 13. marta 2012. otkazao „projekat sledeće generacije” što je dovelo do otpuštanja 20-30 zaposlenih uključujući i one koji su radili na tom i na sledećem projektu – South Park: The Stick of Truth. Oni su 4. juna 2012. godine debutovali prvi trailer na E3 2012.

### Dodaci ()
Takodje su najavili da će biti više DLC dodatka, od kojih će prva tri biti debutovana prvo na Xbox 360,
i da će DLC dodatak „Mysterion Superhero” biti ekskluzivno za Xbox360. Najavili su i da će Xbox 360 verzija omogućiti i Kinect interakciju, koja će dozvoljavati korisniku da koristi kontrolu glasom. 

Tri mini-igre su uklonjene iz Australijske verzije igre nakon što je ACB (Australian Classification Board). Igra je postala poznata 12. februara 2014. Ubisoft EMFA najavio je krajem februara 2014. da je sedam scena cenzurisano na verziji video igre za konzole, u Evropi, na Bliskom Istoku i u Afričkim regijama.

### Dizajn
Tokom prvog sastanka Obsidian Entertainmenta sa Trey Parkerom i Matt Stonuom odlučeno je da će igra biti obljavljena samo ako bude verno prikazivala jedinstveni 2D izgled serije South Park.
Obsidian Entertainment je dokazao da moze da pruži unikatni izgled animirane serije sa kojim su kreatori bili zadovoljni.

Kostimi i klase likova koje se pojavljuju u video-igri su uzeti iz epizode „The Return of the Fellowship of the Ring to the Two Towers”. Kostimi i klase se takodje poljavljuju i u tri povezane epizode „Black Friday”, „A Song of Ass and Fire” i „Titties and Dragons”. Max Nikcholson je rekao da su epizode kao mali uvod u igru i da su ako ništa drugo dobar marketing i pokriće velikog kašnjenja.